# Thọ Sơn, Triệu Sơn
Thọ Sơn là một xã thuộc huyện Triệu Sơn, tỉnh Thanh Hóa, Việt Nam.
Xã Thọ Sơn có diện tích 12.03 km², dân số năm 1999 là 4367 người, mật độ dân số đạt 363 người/km².